# Аризонска гърмяща змия
Аризонските гърмящи змии (Crotalus pricei) са вид влечуги от семейство Отровници (Viperidae).
Разпространени са в северната част на Мексико и съседни области в Съединените американски щати.
Таксонът е описан за пръв път от американския зоолог Джон Ван Денбърг през 1895 година.

## Подвидове
- Crotalus pricei pricei